# Colibrí cuablanc
El colibrí cuablanc (Campylopterus ensipennis) és una espècie d'ocell de la família dels troquílids (Trochilidae) que habita la selva humida de les muntanyes del nord-est de Veneçuela.